# Vera Myller
Vera Myller (Sant Petersburg, 1 de desembre de 1880 - 12 de desembre de 1970) va ser una matemàtica russa que va obtenir el seu doctorat a Alemanya amb David Hilbert i es va convertir en la primera dona professora universitària a Romania.

## Educació
Vera Lebedev va néixer a Sant Petersburg i es va educar a Nóvgorod . Des de 1897 fins a 1902 va participar en els Cursos Bestúzhev a Sant Petersburg. Després va viatjar a la Universitat Georg-August de Göttingen, on va completar un doctorat el 1906 sota la supervisió de David Hilbert. La seva tesi doctoral va ser Die Theorie der Integralgleichungen in Anwendungen auf einige Reihenentwickelungen, i es referia a equació integral.

## Matrimoni i carrera correguda
A Göttingen, va conèixer el matemàtic romanès Alexander Myller. Es va casar amb ell el 1907, va tornar amb ell a la Universitat Alexandru Ioan Cuza, i el 1910 es va unir a la facultat de matemàtica allà. El 1918 va ser ascendida a professora titular, convertint-se en la primera dona professora de Romania.

## Contribucions
Va escriure llibres de text en romanesa sobre àlgebra (1942) i aplicacions algebraiques de teoria de grup (1945), i va guanyar el Premi Estatal Romanès el 1953 pel seu text d'àlgebra.